# Richard Sanders Rogers

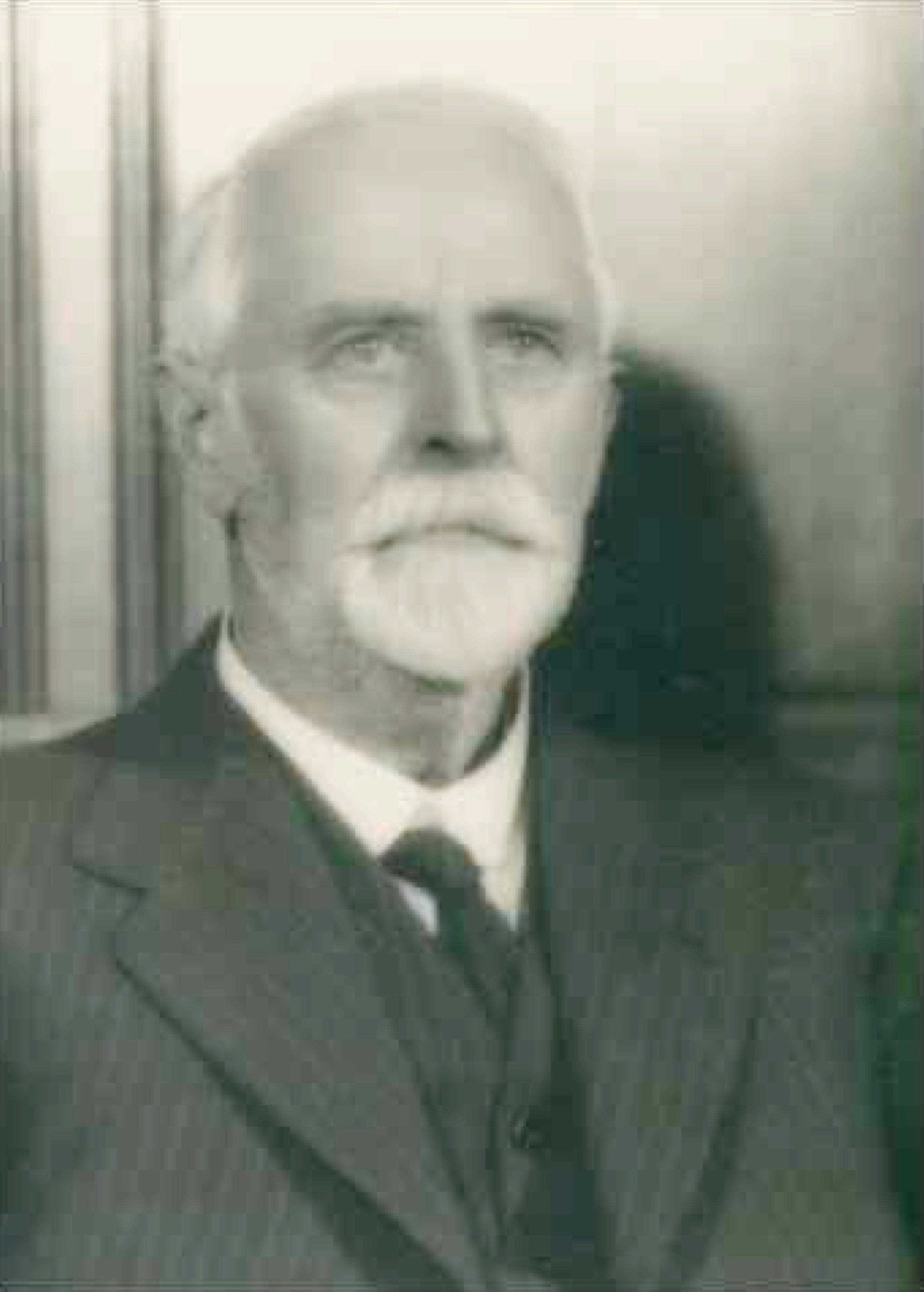
Richar Sanders Rogers (em 1932)

Richard Sanders Rogers ( * dezembro de 1861, Adelaide - 28 de março de 1942) foi um médico e botânico australiano.
Cursou o ensino médio na escola religiosa "Pulteney Street State School", hoje "Pulteney Grammar School", South Terrace.
Em 1878, aos 17 anos, obteve um bolsa de estudos do Ministério da Educação para a Universidade de Adelaide. onde estudou grego e latim, Matemática, Inglês e História. 
Tornou-se médico especializado em medicina forense e enfermidades mentais. Cedo desenvolceu interesse por orquídeas, chegando a descrever  85 espécies novas. Coletou principalmente no sul da Austrália, mas também em Vitória e Austrália Ocidental, no que frequentemente era ajudado pela esposa, Jean Scott. 
As espécies Prasophyllum rogersii Rupp 1928 e Pterostylis rogersii E.Coleman são homenagens a ele.